# Explotació (ecologia)
En ecologia, hom entén el terme explotació com un tipus de relació interespecífica que es duu a terme per la interacció de diverses espècies. En aquest tipus de relació interespecífica una de les espècies resulta beneficiada a costa de l'altra. L'explotació es produïx freqüentment en casos de mutualisme, com ara el de les flors i els seus animals pol·linitzadors o entre els fongs i les plantes. No obstant és important fer servir el terme no com un tipus de relació sinó com un tipus de comportament. Alguns exemples són alguns insectes i aus que es dediquen a l'anomenat "robatori de nèctar", en el qual les espècies explotadores agafen pol·len sense pol·linitzar la planta. Generalment aquestes espècies són molt semblants a les espècies pol·linitzadores de veritat. També trobem les plantes mico-heteròtrofes o paràsites (com les del gènere Monotropa) que extreuen nutrients dels fongs gràcies a les micorrizes sense aportar res als fongs. Aquestes plantes parasitàries actuen com a explotadores de les micorrizes. Un altre exemple és la cucut, que pon els ous en el niu d'altres ocells perquè l'altra espècie alimenti les seves cries.